# Consulat de France à Gdańsk
Le Consulat de France à Gdańsk a été créé en 1610 par le roi de France Henri IV (décret du 23 avril 1610 , trois semaines avant son assassinat par Ravaillac). Le capitaine Jean de la Banque a été le premier Consul élu. On retrouve les traces de cette élection dans les Archives nationales de Gdańsk.

## Les consuls de France à Gdańsk
- Alexandre Jacques de Bellaigue de Bughas (1870-1872)
- André Deltour (1945-1948)[4]

- Il existe aujourd'hui une agence consulaire dirigée par une consule honoraire[5].

«  Au nom du Président de la République française
Nous, Frédéric Billet, Ambassadeur de France en Pologne, investi par le décret du 16 juin 1976 relatif aux consuls généraux, consuls et vice-consuls et aux agents consulaires de la faculté de proroger le brevet des agents consulaires dans notre circonscription, et en vertu de l’autorisation délivrée à cet effet par le Ministre des Affaires étrangères le 12 juillet 2021 prorogeons le brevet établi le 17 Octobre 2016 par lequel a été conféré à M. Alain MOMPERT le titre de Consul honoraire de France dans la voïvodie de Poméranie avec siège à Gdynia afin d’exercer ses fonctions dans cette ville et les environs immédiats, jusqu’au 16 octobre 2026. »